# Sälskär
Sälskär is een onbewoond en grotendeels boomloos eiland in het scherengebied ten noordwesten van Åland, behorende tot de gemeente Hammarland. De afmetingen zijn ongeveer 800 bij 500 meter; het totale oppervlak bedraagt ongeveer 27 hectare.
Op zeer korte afstand liggen nog enkele eilanden, waaronder het iets kleinere Norra Sälskär (22 ha), dat door de postglaciale opheffing binnen enkele eeuwen aan Sälskär vast zal groeien.
In het zomerseizoen worden er wekelijks excursies gehouden naar Sälskär, vanuit Skarpnåtö op het hoofdeiland van Åland.

## Vuurtoren
Het eiland is vooral bekend vanwege de vuurtoren. Deze werd ontworpen door de Finse architect Axel Hampus Dalström en gebouwd in 1868. Aanvankelijk was hij bemand en permanent bewoond door 2-3 vuurtorenwachters, tot hij in 1948 werd geautomatiseerd. Sindsdien is het eiland onbewoond. In 1894 werd de vuurtoren door een storm zodanig beschadigd dat hij getuid moest worden. Pas in 1980 werd de vuurtoren gerestaureerd en konden de tuidraden verwijderd worden.
Het licht op de meer dan 30 meter hoge vuurtoren bevindt zich 44 meter boven de zeespiegel en is onder goede weersomstandigheden tot op 12 km afstand zichtbaar.

## Fotogalerij

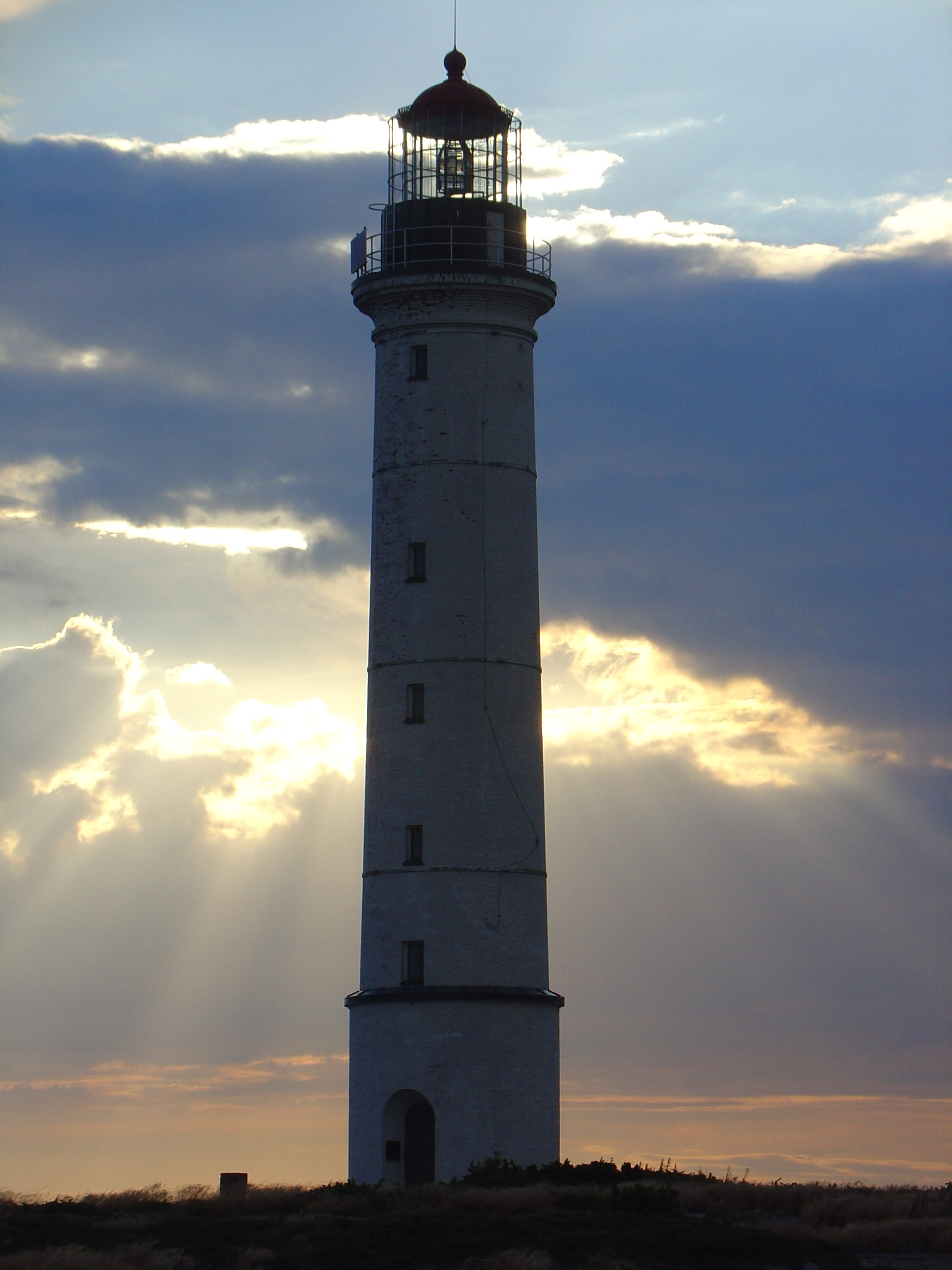
De vuurtoren.
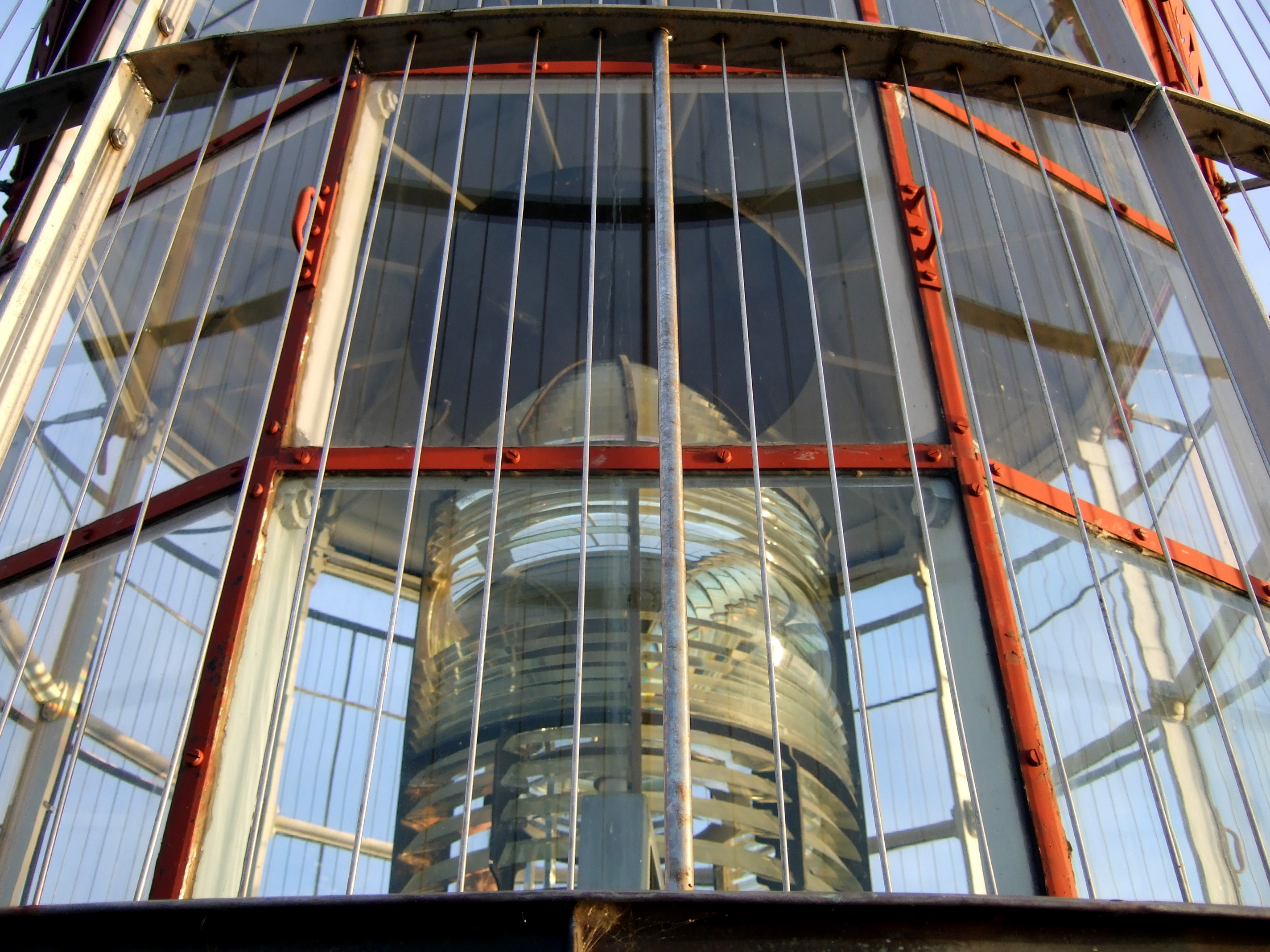
De lenzen van de vuurtoren.
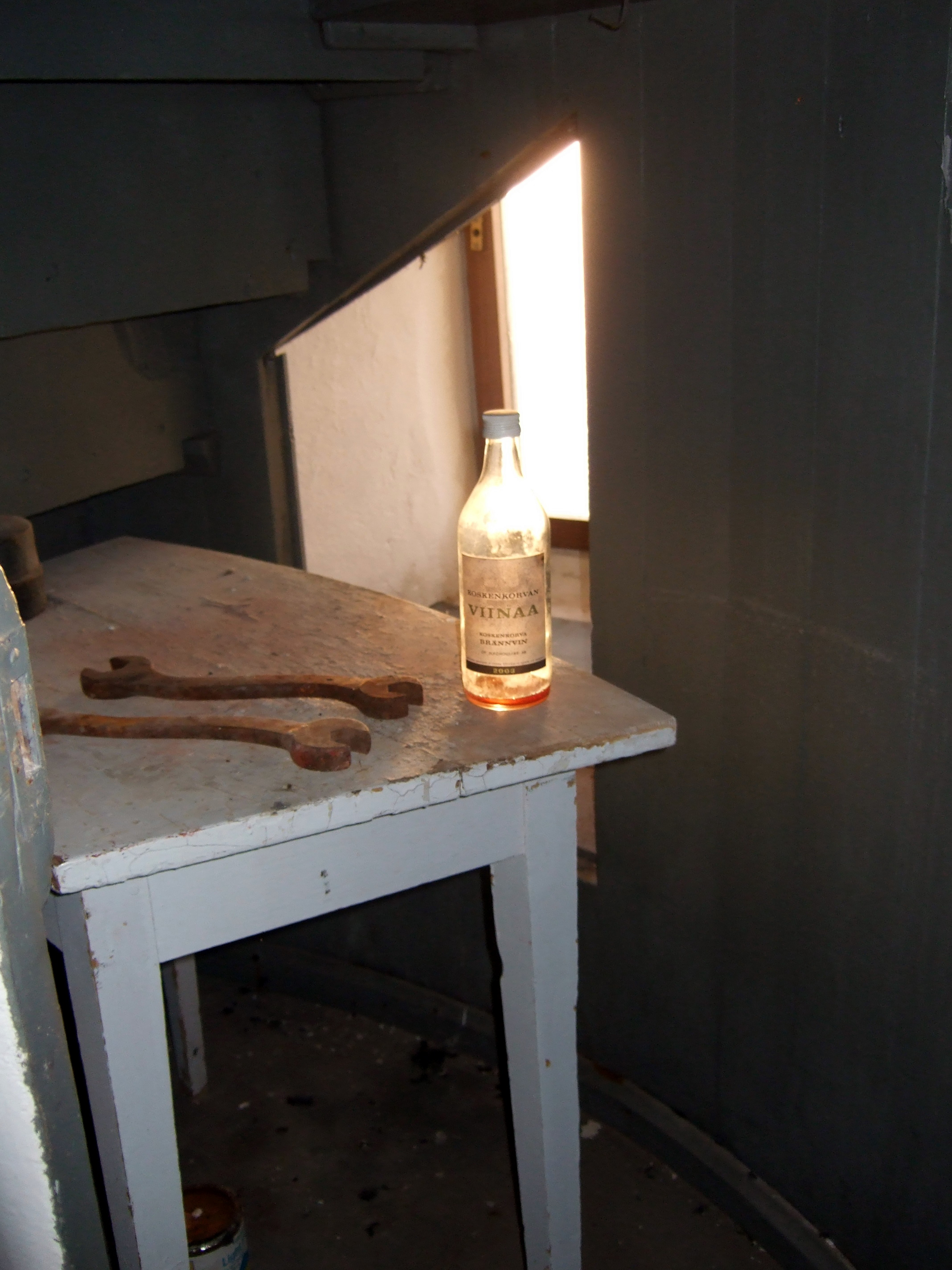
Voormalig vuurtorenswachterskantoor.